# 一級指控
《一級指控》（英語：The Attorney）是一部2021年香港懸疑犯罪片，由黃國輝導演，甄栢榮及鮑偉聰編劇，方中信、譚耀文、陳家樂、鮑起靜及廖啟智領銜主演。
此片為廖啟智、曾江遺作之一。

## 故事簡介
富豪郭世榮 (廖啟智 飾) 女兒被殺，引發全城哄動，年輕律師何學銘 (陳家樂 飾) 接手案件，為無權無勢的疑兇李逸峰 (黃定謙 飾) 辯護。面對控方律師陳康禮 (譚耀文 飾) 毫無破綻的不利証據，何學銘只得向金牌大狀雷有輝 (方中信 飾) 求助。惟雷有輝的非常手段，令法律黑白界線愈變模糊…

## 角色介紹
| 演員                    | 角色       | 備註 |
| 方中信                  | 雷有輝     | 大律師 Elise之父 郭嘉儀被殺案中代表辯方 於結局因嫌疑作偽造虛假文書，雖證據不足而不作檢控，但被大律師公會以專業失德停牌三年                                                                                            |
| 陳家樂                  | 何學銘     | 律師 為李逸峰代表辯方 |
| 何佩瑜                  | 張美儀     | Jessica 事務律師 雷有輝之助手 Elise之契媽 |
| 曾 江                   | 曾國山     | 愛民黨主席 曾志威之父親 與郭世榮勾結謀取暴利,後被其向警方自首和指控 |
| 張建聲                  | 曾志威     | 曾國山之兒子 曾與郭嘉儀發生婚外情，後分手 郭嘉儀被殺案之真兇 殺害郭嘉儀後與趙國輝毀滅證據及嫁禍李逸峯 於結局中被捕 |
| 黃定謙 （童年：孫國軒） | 李逸峯     | 朱媽之孫子 在酒吧結識郭嘉儀，並發生關係 郭嘉儀被殺案之被告 於結局中無罪釋放 |
| 鮑起靜                  | 朱媽       | 李逸峯之祖母 |
| 廖啟智                  | 郭世榮     | 富豪 郭嘉儀之父 與曾國山勾結謀取暴利，後向警察自首指控曾 |
| 甄琪                    | 郭嘉儀     | 郭世榮之女 曾志威之婚外情對象 在酒吧結識李逸峯，並發生關係 後被曾志威殺害 |
| 張松枝                  | 趙國輝     | 重案組高級督察 調查郭嘉儀被殺案件 在曾志威殺害郭嘉儀後，趕至現場協助曾志威毀滅證據及嫁禍李逸峯 曾串通大東偽造交通意外，使大東可以乘亂奪去郭嘉儀之手提電腦及打傷張美儀 後來被郭世榮收買在法庭上指證曾志威 於結局中被捕 |
| 譚耀文                  | 陳康禮     | 律政司刑事檢控專員 楊志成徒弟 雷有輝之好友兼對手 郭嘉儀被殺案中代表控方 於結局中離開律政司 |
| 駱應鈞                  | 楊志成     | 律政司刑事檢控專員 陳康禮之師傅 郭嘉儀被殺案中安排陳康禮代表控方 |
| 陳嘉莉                  | 陳思敏     | 郭嘉儀之助手兼好友 曾以郭嘉儀與曾志威之牀照勒索曾志威五百萬 |
| 陳保元                  | 大東       | 曾國山及曾志威之手下 曾殺害盧可澄及打傷張美儀 於結局中被捕 |
| 廖碧兒                  | 雷有輝妻子 | 十年前意外離世 僅在雷有輝回憶中出現 |
| 柯煒林                  |            | 荔枝角收押所獄友 |
| 曹越                    | 盧可澄     | Tina 雷有輝之好友 媒體「驚動新聞」之總編輯 後被大東殺害 |
| 余達志                  | 法官       | 負責郭嘉儀被殺案件之法官 |
| 翁演陞                  | 酒保       | 郭嘉儀被殺案中之控方證人 |
| 餘金珠                  | 拾荒老嫗   | 何學銘的其中一宗案件的客人 |
| 楊可瑩                  | Elise      | 雷有輝之女 張美儀之契女 |
| 詹皓翔                  |            | |
| 陳沛傑                  |            | |

## 取景地點
包括：
- 皇后像廣場
- 香港電車120號
- 香港醫學博物館

## 外部連結
- 香港影庫上《一級指控》的資料（繁體中文）
- 豆瓣电影上《一級指控》的資料 （简体中文）
- 时光网上《一級指控》的資料（简体中文）